# Mesquita de Faik Paixà
La Mesquita de Faik Paixà (en turc: Camii Faik Pasa; en grec: τζαμί Φαΐκ Πασά/tzamí Faḯk Passá), coneguda localment com l'Imaret d'Arta (Ιμαρέτ Άρτας), és un edifici otomà d'Arta, Grècia. La mesquita, que duu el nom del conqueridor otomà de la ciutat el 1449, formava un conjunt de banys, un imaret i una madrassa.

## Localització
La Mesquita de Faik Paixà es troba a l'antic assentament de Maráti, a prop del poble de Marathovoúni, a la riba dreta de l'Aractos i a 1,5 km al nord del pont d'Arta. En època otomana, la zona que envolta l'edifici es coneixia amb el nom de Top-Alti, un terme turc que descrivia la zona a l'abast dels canons del castell d'Arta (Κάστρο της Άρτας). Més exactament, el viatger Evliya Çelebi es referia al llogaret musulmà de Karye-i Imaret, del qual deriva el topònim grec Maráti.

## Història
La Mesquita de Faik Paixà es va construir potser en l'emplaçament d'una església romana d'Orient dedicada a Joan Baptista. El seu patró n'era Faik Paixà, conqueridor de la ciutat  i visir otomà. En coexisteixen dues hipòtesis de datació. La primera, formulada pel metropolità d'Arta, Serafim de Bizanci, data l'edifici cap al 1455. Segons la informació oral recollida a mitjan segle xviii  d'un resident otomà, Faik Paixà nomenà un imam per a la mesquita, però quan aquest va morir i no va poder trobar-ne un substitut digne, el paixà va decidir de retirar-se de l'exèrcit i assumir ell mateix el càrrec d'imam. Es diu que Faik Paixà en fou imam uns quaranta anys, fins que va morir al 1499. Basant-se en açò, el metropolità d'Arta data la construcció en l'època del soldà Mehmet II. La segona hipòtesi situa la construcció de la mesquita al 1492-1493, durant el regnat de Baiazet II. Aquesta datació sembla més ferma que l'anterior, en la mesura en què l'historiador otomà Aşıkpaşazade es va referir a la mesquita cap al 1478 com en fase de planificació, i la carta de fundació (waqf) de la institució de Faik Paixà, que incloïa un imaret i una madrassa, que daten del 1493.
La institució obtenia ingressos de les terres llaurades dels pobles de Vígla i Maráti, que abans de l'ocupació otomana pertanyien al monestir de la Panagía de Rodiá, així com de les propietats properes a Tessalònica i Iannitsa.
Durant la Guerra d'independència de Grècia, la zona fou escenari de combats durant el setge d'Arta. La mesquita fou un campament d'atrinxerament per a Yanis Macriyanis, Markos Botsaris i uns centenars de soldats, que van resistir els assalts de la guarnició otomana el 12 de novembre del 1821. Uns anys més tard, el lloc fou visitat per François Pouqueville, que hi assenyalà la presència de joncs perses, oliveres, llimeres i tarongers, mentre que el 1835 William Martin Leake el descrigué com a ric en avellaners.
Durant la Guerra greco-turca del 1897, els voltants de la mesquita tornaren a ser un camp de batalla entre les forces gregues del coronel Thrasývoulos Mános i les otomanes d'Ahmet Hifzi Paixà. Després de l'alliberament d'Arta, la mesquita esdevingué una església dedicada a sant Joan el Rus.
El 1938, l'edifici fou declarat Lloc Històric protegit per Reial decret. El 1994, les excavacions van permetre descobrir elements arquitectònics del pòrtic i les obres de restauració en rehabilitaren el sòl empedrat. A la fi del 2019, els estudis per a la restauració del monument foren aprovats pel Consell Arqueològic Central i les obres isqueren a subhasta en l'estiu del 2022. El lloc és sota responsabilitat de la 8a Efectoria d'Antiguitats Bizantines del Ministeri De Cultura.

## Arquitectura
La Mesquita de Faik Paixà consta d'una sala de pregària quadrada de 11,5 m de costat, rematada per una cúpula el tambor de la qual està decorat amb «triangles turcs». A la façana principal, al nord, hi havia un pòrtic (revak), les restes del qual encara són visibles. La maçoneria és feta amb un aparell paredat i incorpora materials de l'església romana d'Orient de Panàgia Parigoritissa, de l'antiga Nicòpolis de l'Epir i d'edificis antics d'Ambràcia. Els elements arquitectònics del pòrtic esfondrat procedeixen del veí monestir de Panagia Pantánassa, fundat a mitjan segle xiii per Miquel II Comné Ducas. A la cantonada nord-oest s'alça un minaret de rajola conservat fins al balcó, probablement reconstruït al segle xix. A l'interior, el monument conserva rastres del seu doble ús com a mesquita i església: el mihrab ocupa el centre del mur sud, mentre que al mur oriental poden veure's restes del iconòstasi.
A banda de la mesquita, les restes dels banys a uns metres al nord-oest són els únics vestigis que es conserven del conjunt monumental de Faik Paixà.

## Galeria

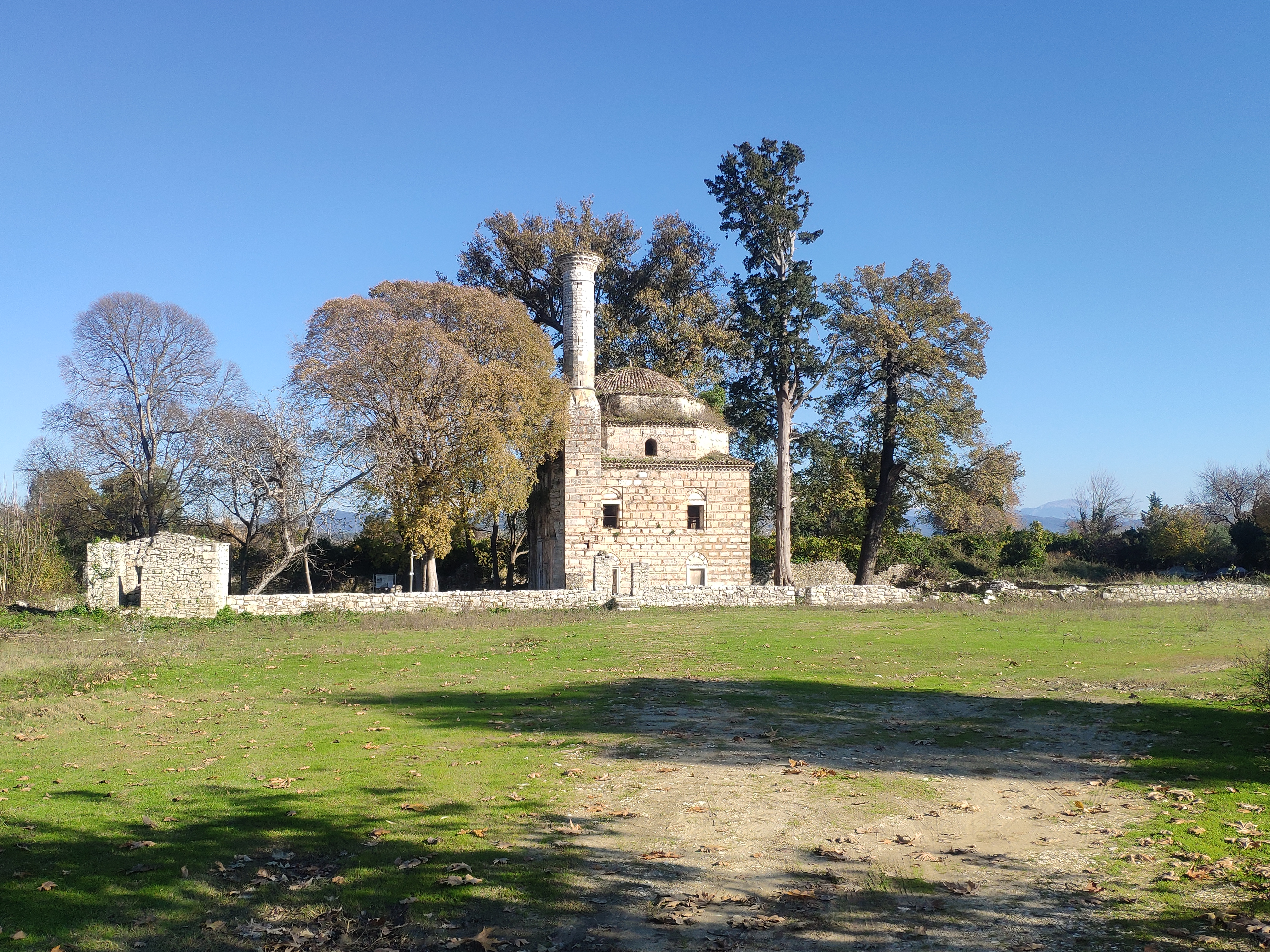
Vista de la mesquita des de l'oest
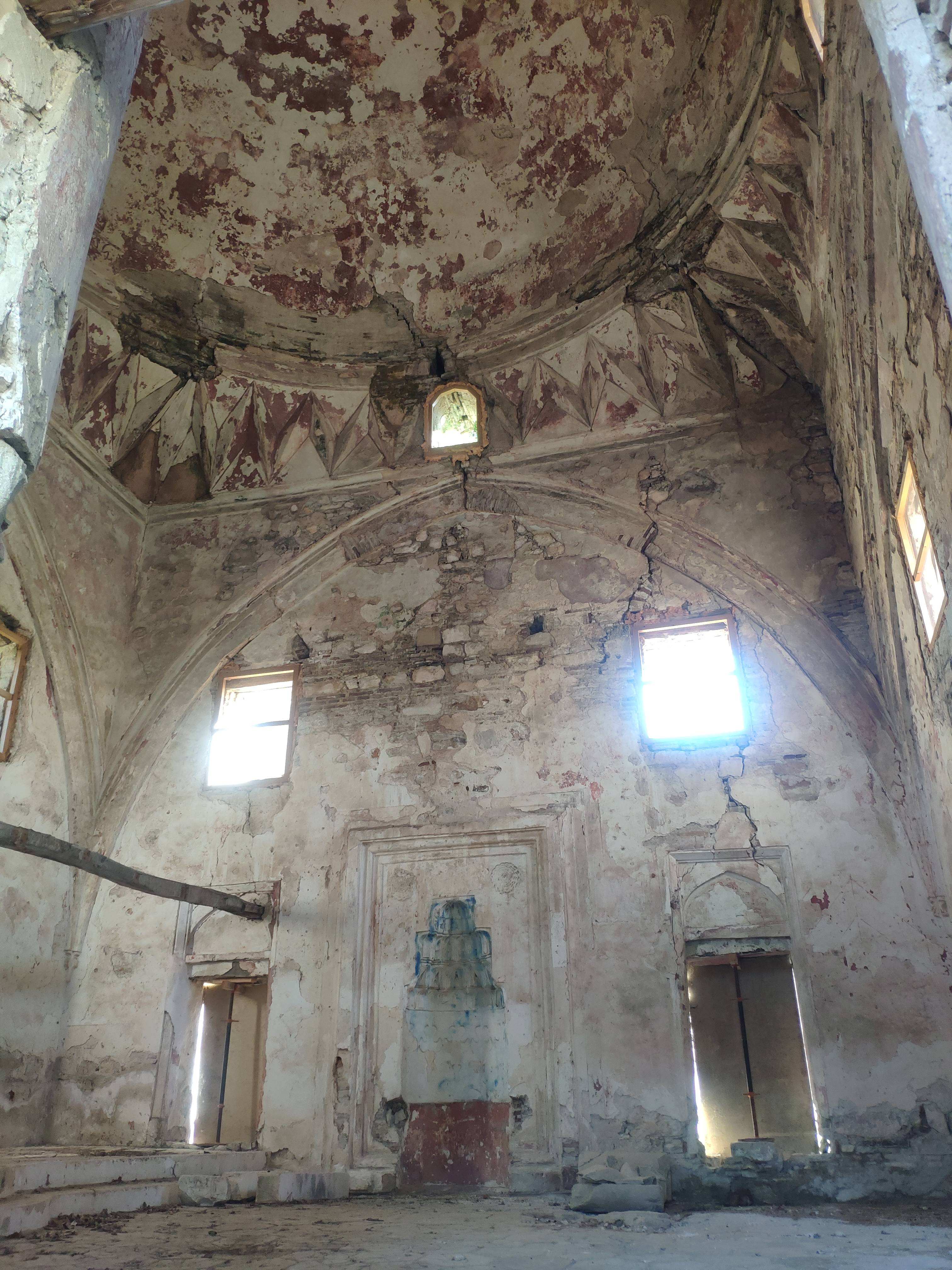
Interior de la mesquita
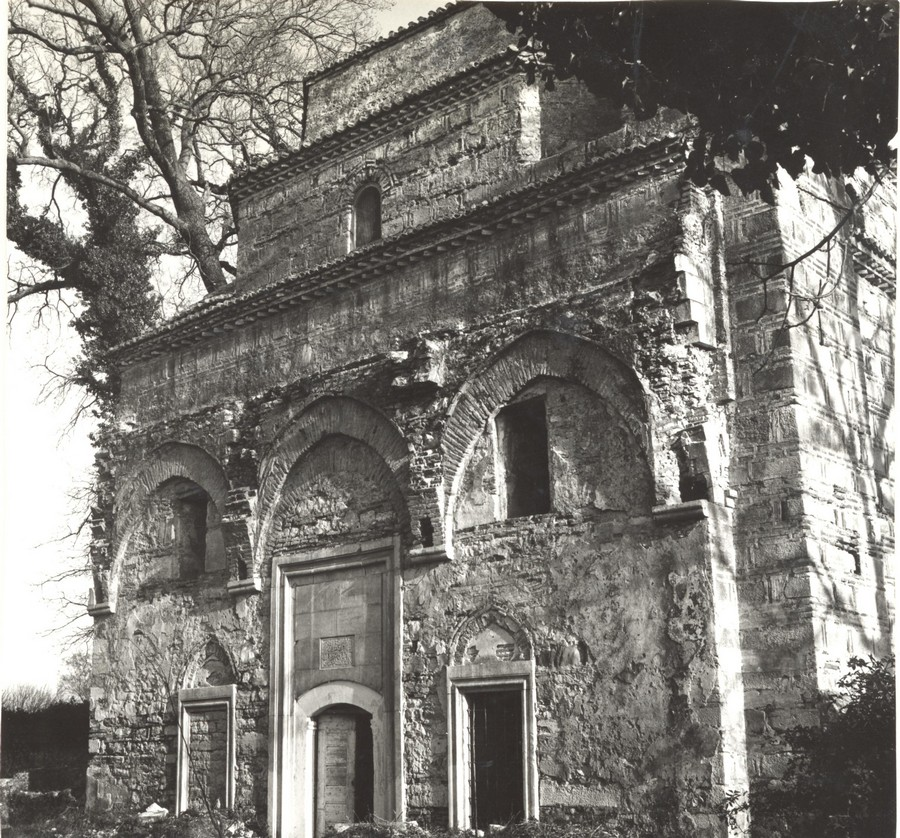
Fotografia de Machiel Kiel en la dècada del 1970
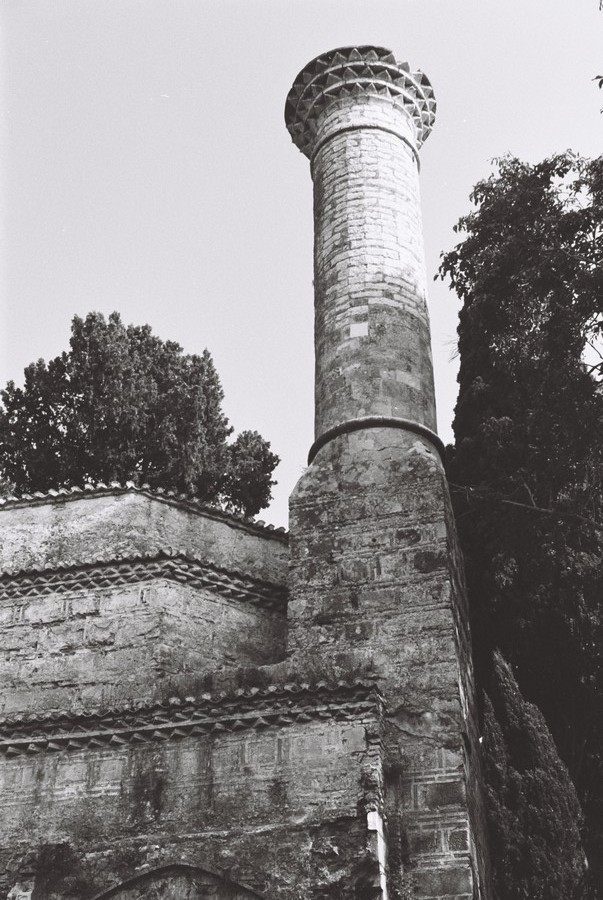
Minaret al cantó nord-oest
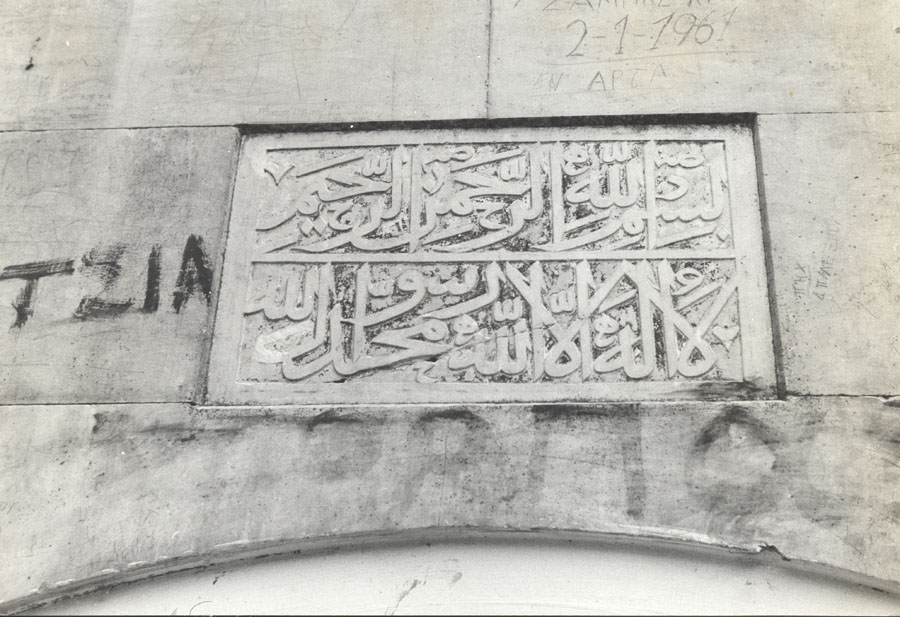
Detall de la inscripció de la dedicatòria